# Lista över ledamöter av Sveriges ståndsriksdag 1719
Ledamöter av Sveriges ståndsriksdag 1719.

## Borgarståndet
| Riksdagsledamot            | Yrke             | Valkrets           | Anmärkningar                                                                     |
| -------------------------- | ---------------- | ------------------ | -------------------------------------------------------------------------------- |
| Anders Hyltén              | Borgmästare      | Stockholms stad    |                                                                                  |
| Johan Boström              | Stadssekreterare | Stockholms stad    |                                                                                  |
| Johan Leijel               | Rådman           | Stockholms stad    |                                                                                  |
| Jakob Bunge                | Rådman           | Stockholms stad    |                                                                                  |
| Johan Paul Heublein        | Handlanden       | Stockholms stad    |                                                                                  |
| Johan Spalding             | Handlanden       | Stockholms stad    |                                                                                  |
| Joachim Kammecker          | Bagare           | Stockholms stad    |                                                                                  |
| Johan Ryman                | Guldsmed         | Stockholms stad    |                                                                                  |
| Thomas Lohrman             | Borgmästare      | Uppsala stad       |                                                                                  |
| Johan Ruth                 | Rådman           | Uppsala stad       |                                                                                  |
| Jacob Ekbohm               | Borgmästare      | Norrköpings stad   |                                                                                  |
| Anders Spalding            | Handelsman       | Norrköpings stad   |                                                                                  |
| Wilhelm Silentz            | Borgmästare      | Göteborgs stad     |                                                                                  |
| Johan Andreas Olbergs      | Rådman           | Göteborgs stad     |                                                                                  |
| Johan Casper Haberman      | Handelsman       | Göteborgs stad     |                                                                                  |
| Johan Lorich               | Borgmästare      | Malmö stad         | Representerade även Skanör.                                                      |
| Josias Hegardt             | Handlande        | Malmö stad         |                                                                                  |
| Lars Eneroth               | Borgmästare      | Landskrona stad    |                                                                                  |
| Bernhard Oelreich          | Stadsnotarie     | Landskrona stad    |                                                                                  |
| Lars Bergstedt             | Borgmästare      | Kalmar stad        |                                                                                  |
| David Mühlenbruch          | Handelsman       | Kalmar stad        |                                                                                  |
| Anders Lind                | Borgmästare      | Åbo stad           |                                                                                  |
| Niklas Schultz             | Handlande        | Åbo stad           |                                                                                  |
| Baltazar Walentinsson      | Borgmästare      | Fredrikshamn       |                                                                                  |
| Mathias Elers              | Borgmästare      | Karlskrona stad    |                                                                                  |
| Sven Witte                 | Rådman           | Karlskrona stad    |                                                                                  |
| Jonas Malmberg             | Borgmästare      | Nyköpings stad     | Representerade även Trosa stad.                                                  |
| Peter Baillet              | Perukmakare      | Nyköpings stad     |                                                                                  |
| David Lesle                | Borgmästare      | Västerviks stad    |                                                                                  |
| Didrik Licenius            | Rådman           | Västerviks stad    |                                                                                  |
| Peter Folcker              | Borgmästare      | Gävle stad         |                                                                                  |
| Peter Strömbeck            | Rådman           | Gävle stad         |                                                                                  |
| Jakob Clerk                | Borgmästare      | Visby stad         |                                                                                  |
| Jacob Kinlock              | Handlande        | Visby stad         |                                                                                  |
| Johan Holenius             | Borgmästare      | Falu stad          |                                                                                  |
| Erik Sjöberg               | Rådman           | Falu stad          |                                                                                  |
| Johan Fredrik Hermanni     | Borgmästare      | Halmstads stad     |                                                                                  |
| Olof Ichsell               | Borgmästare      | Kristianstads stad |                                                                                  |
| Johan Peter Witte          | Handlande        | Kristianstads stad |                                                                                  |
| Henrik Sylvius             | Borgmästare      | Helsingborgs stad  |                                                                                  |
| Johan Cöster               | Rådman           | Helsingborgs stad  |                                                                                  |
| Johan Alm                  | Borgmästare      | Karlshamns stad    |                                                                                  |
| Peter Mesterton            | Rådman           | Karlshamns stad    |                                                                                  |
| Peter Runström             | Handelsman       | Ängelholms stad    |                                                                                  |
| Jakob Jönsson              | Rådman           | Ystads stad        |                                                                                  |
| Nils Fossberg              | Borgmästare      | Marstrands stad    |                                                                                  |
| Samuel Bagge               | Rådman           | Marstrands stad    |                                                                                  |
| Gustaf Dahlborg            |                  | Varbergs stad      |                                                                                  |
| Isak Himmelberg            |                  | Varbergs stad      |                                                                                  |
| Jöns Bärling               | Rådman           | Varbergs stad      |                                                                                  |
| Lars Forstéen              | Rådman           | Helsingfors        |                                                                                  |
| Henrik Tammelin            | Borgmästare      | Helsingfors        |                                                                                  |
| Jakob Jernstedt            | Borgmästare      | Västerås stad      |                                                                                  |
| Emanuel Röhle              | Rådman           | Västerås stad      |                                                                                  |
| Lars Ahlelöf               | Rådman           | Arboga stad        |                                                                                  |
| Johan Petre                | Borgmästare      | Arboga stad        |                                                                                  |
| Magnus Hansson             | Borgmästare      | Örebro stad        |                                                                                  |
| Jonas Hoffman              | Stadssekreterare | Örebro stad        |                                                                                  |
| Sven Aurén                 | Borgmästare      | Jönköpings stad    |                                                                                  |
| Johan Ernst                | Borgmästare      | Linköpings stad    |                                                                                  |
| Olof Hising                | Borgmästare      | Köpings stad       |                                                                                  |
| Lars Beckman               | Rådman           | Köpings stad       |                                                                                  |
| Anders Tholander           | Borgmästare      | Strängnäs stad     | Representerade även Torshälla stad och Eskilstuna stad.                          |
| Nils Östman                | Rådman           | Strängnäs stad     | Representerade även Eskilstuna stad.                                             |
| Nils Ambjörnsson Wahlqvist | Rådman           | Skara stad         |                                                                                  |
| Anders Unge                | Borgmästare      | Växjö stad         |                                                                                  |
| Olaus Nordsteen            | Borgmästare      | Lunds stad         |                                                                                  |
| Håkan Pehrsson Bagge       | Rådman           | Lunds stad         |                                                                                  |
| Jonas Wennerberg           | Rådman           | Söderköpings stad  |                                                                                  |
| Per Castorin               | Borgmästare      | Hudiksvalls stad   |                                                                                  |
| Jonas Quaster              | Handlande        | Hudiksvalls stad   |                                                                                  |
| Peter Kiellman             | Borgmästare      | Mariestads stad    |                                                                                  |
| Leonard Jakob Ringer       | Borgmästare      | Karlstads stad     |                                                                                  |
| Magnus Sundström           | Borgmästare      | Härnösands stad    |                                                                                  |
| Isak Gamman                | Rådman           | Uleåborg           |                                                                                  |
| Anders Tholander           | Borgmästare      | Torshälla stad     | Borgmästare i Strängnäs. Representerade även Strängnäs stad och Eskilstuna stad. |
| Johan Hellström            | Rådman           | Torshälla stad     |                                                                                  |
| Anders Tholander           | Borgmästare      | Eskilstuna stad    | Borgmästare i Strängnäs. Representerade även Torshälla stad och Strängnäs stad.  |
| Nils Östman                | Rådman           | Eskilstuna stad    | Rådman i Strängnäs. Representerade även Strängnäs stad.                          |
| Magnus Melander            | Borgmästare      | Borås stad         |                                                                                  |
| Per Andersson Brehmer      | Rådman           | Borås stad         |                                                                                  |
| Paul Halbmeyer             | Handlanden       | Vänersborgs stad   |                                                                                  |
| Erik Bånge                 | Rådman           | Vänersborgs stad   |                                                                                  |
| Isak Perman                | Borgmästare      | Enköpings stad     |                                                                                  |
| Lars Roberg                | Rådman           | Enköpings stad     |                                                                                  |
| Erik Hartzell              | Borgmästare      | Sala stad          |                                                                                  |
| Oluf Ekeroth               | Borgare          | Sala stad          |                                                                                  |
| Mårten Bergstedt           | Borgmästare      | Sigtuna stad       |                                                                                  |
| Johannes Kinberg           | Borgmästare      | Vadstena stad      |                                                                                  |
| Hans Lund                  | Rådman           | Skänninge stad     |                                                                                  |
| Herman Ross                | Borgmästare      | Vasa stad          |                                                                                  |
| Johan Reinbom              | Handelsman       | Vasa stad          |                                                                                  |
| Johan Bergius              | Borgmästare      | Lidköpings stad    |                                                                                  |
| Erik Kilberg               | Borgmästare      | Öregrunds stad     |                                                                                  |
| Jonas Gripzell             | Borgmästare      | Södertälje stad    |                                                                                  |
| Jöns Ersson Sundberg       | Borgare          | Södertälje stad    |                                                                                  |
| Erik Nordling              | Rådman           | Norrtälje stad     |                                                                                  |
| Sven Grandel               | Borgmästare      | Hedemora stad      |                                                                                  |
| Samuel Strandell           | Borgmästare      | Lindesbergs stad   |                                                                                  |
| Thomas Fabricius           | Rådman           | Lindesbergs stad   |                                                                                  |
| Gabriel Petre              | Bruksdirektör    | Nora stad          |                                                                                  |
| Magnus Hök                 | Borgmästare      | Eksjö stad         |                                                                                  |
| Jöns Koch                  | Brukspatron      | Uddevalla stad     |                                                                                  |
| Arvid Johansson Hasselgren |                  | Uddevalla stad     |                                                                                  |
| Gustaf Christiernsson      | Rådman           | Askersunds stad    |                                                                                  |
| Berthold Råbergh           | Rådman           | Askersunds stad    |                                                                                  |
| Anders Darell              | Borgmästare      | Bogesund           |                                                                                  |
| Peter Billinggren          | Borgmästare      | Hjo stad           | Borgmästare i Skövde. Representerade även Skövde stad.                           |
| Peter Billinggren          | Borgmästare      | Skövde stad        | Representerade även Hjo stad.                                                    |
| Peter Longe                | Borgmästare      | Björneborg         | Borgmästare i Nådendal. Representerade även Nådendal.                            |
| Nils Ahlqvist              | Borgare          | Björneborg         |                                                                                  |
| Johan Sporenberg           | Borgmästare      | Raumo              | Borgmästare i Östhammar. Representerade även Östhammar.                          |
| Seger Svanberg             | Borgmästare      | Torneå             |                                                                                  |
| Sven Lagerlöf              | Borgmästare      | Kristinehamns stad |                                                                                  |
| Lorens Bachman             | Borgmästare      | Sundsvalls stad    |                                                                                  |
| Jacob Polack               | Brukspatron      | Sundsvalls stad    |                                                                                  |
| Israel Arnell              | Borgmästare      | Söderhamns stad    |                                                                                  |
| Jonas Stenbit              | Handlanden       | Söderhamns stad    |                                                                                  |
| Jakob Carsberg             | Rådman           | Borgå              |                                                                                  |
| Nils Brasck                | Rådman           | Nykarleby          |                                                                                  |
| Johan Bladh                | Handelsman       | Nykarleby          |                                                                                  |
| Johan Westrin              | Borgmästare      | Gamlekarleby       |                                                                                  |
| Lars Brenner               | Rådman           | Gamlekarleby       |                                                                                  |
| Peter Graan                | Rådman           | Umeå stad          |                                                                                  |
| Isak Stoorman              | Rådman           | Umeå stad          |                                                                                  |
| Abraham Touchier           | Rådman           | Piteå stad         |                                                                                  |
| Gabriel Thauvonius         | Borgmästare      | Luleå stad         |                                                                                  |
| Johan Holmberg             | Rådman           | Mariefreds stad    |                                                                                  |
| Josef Faberman             | Borgmästare      | Nystad             |                                                                                  |
| Christian Nackreij         | Brukspatron      | Filipstads stad    |                                                                                  |
| Nils Wennermark            | Borgmästare      | Falköpings stad    |                                                                                  |
| Ulrik Paulin               | Borgmästare      | Alingsås stad      |                                                                                  |
| Niclas Budeén              | Borgmästare      | Vimmerby stad      |                                                                                  |
| Erik Helgström             | Borgmästare      | Kungälv            |                                                                                  |
|                            |                  | Sölvesborgs stad   |                                                                                  |
| Johan Lembke               | Inspektor        | Laholms stad       |                                                                                  |
| Jonas Malmberg             | Borgmästare      | Trosa stad         | Borgmästare i Nyköping. Representerade även Nyköpings stad.                      |
| Johan Sporenberg           | Borgmästare      | Östhammar          | Representerade även Raumo.                                                       |
| Abraham Groot              | Borgmästare      | Säters stad        |                                                                                  |
| Anders Åberg               | Borgmästare      | Åmåls stad         |                                                                                  |
| Peter Longe                | Borgmästare      | Nådendal           | Representerade även Björneborg.                                                  |
| Johan Lorich               | Borgmästare      | Skanör             | Borgmästare i Malmö. Representerade även Malmö stad.                             |
| Jonas Gumse                | Handlande        | Jakobstad          |                                                                                  |
| Gustaf Dahlborg            | Borgmästare      | Falkenbergs stad   |                                                                                  |
|                            |                  | Kungsbacka         |                                                                                  |
| Nils Brinck                | Assessor         | Simrishamns stad   |                                                                                  |
| Gabriel Corte              | Borgmästare      | Brahestad          |                                                                                  |
| Ivar Olofsson Kamp         | Borgmästare      | Strömstads stad    |                                                                                  |
| Erik Liedberg              | Rådman           | Strömstads stad    |                                                                                  |
| Peter Runqvist             | Borgmästare      | Gränna stad        |                                                                                  |